# HC Bolzano
HC Bolzano, także HC Bozen – włoski klub hokejowy z siedzibą w Bolzano (Trydent-Górna Adyga).

## Historia

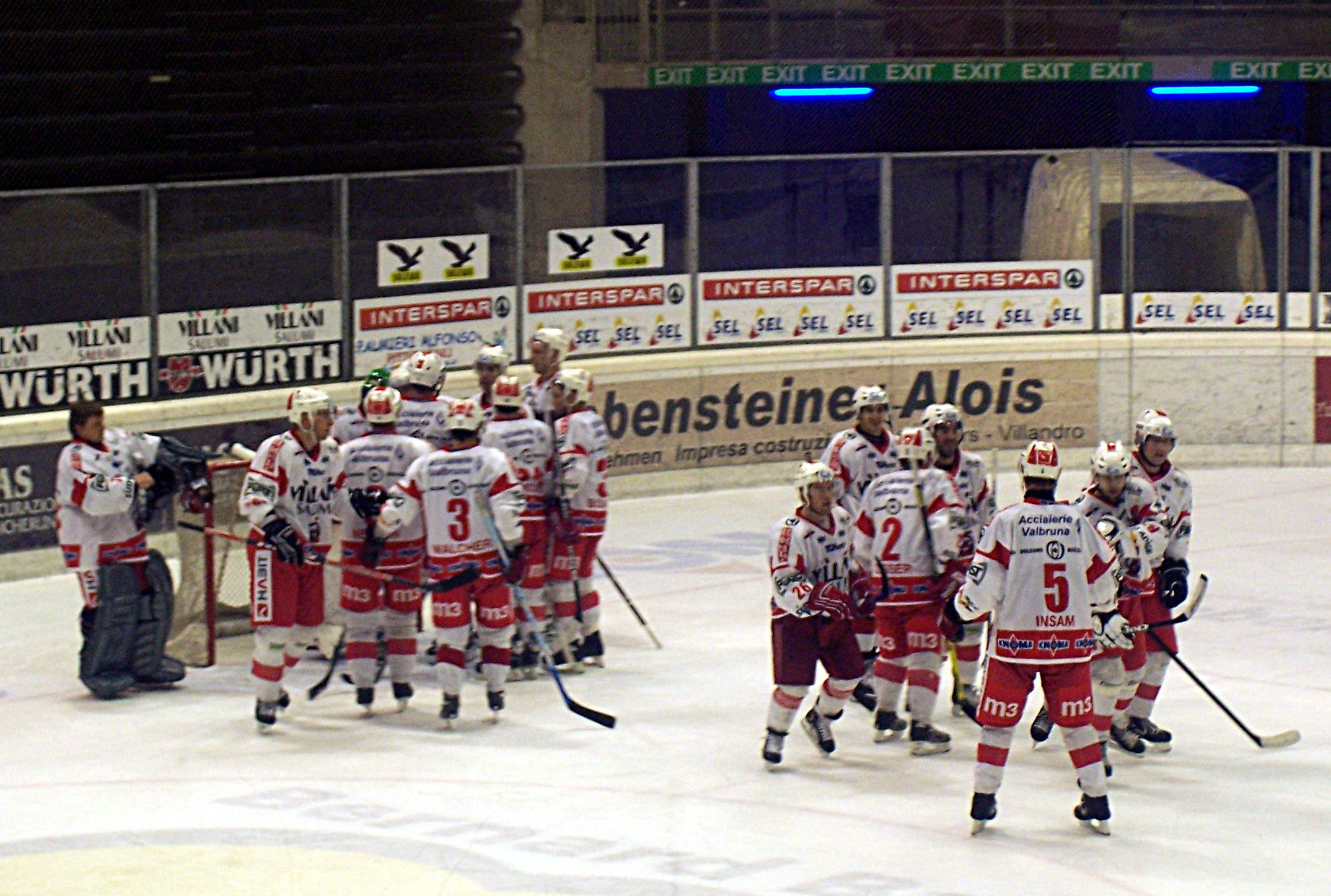
Zawodnicy HC Bolzano w 2006

Klub został założony w 1933 i jest uważany za jednego z kilku o największych tradycjach w obszarze Alp.
Drużyna rozgrywa mecze w hali Bozner Eiswelle (obecnie pod nazwą marketingową PalaOnda), wybudowanej na turniej mistrzostw świata w 1994, mieszczącej 7200 miejsc.
Przez wiele lat drużyna występowała we włoskich rozgrywkach krajowych Serie A1 i jest rekordzistą pod względem liczby tytułów mistrza Włocha.
W 2013 klub został przyjęty do austriackich rozgrywek EBEL, skupiające także pojedyncze zespoły z krajów ościennych. W pierwszym sezonie 2013/2014 drużyna włoska zdobyła mistrzostwo ligi.

## Sukcesy
- Złoty medal mistrzostw Włoch (19 razy): 1963, 1973, 1977, 1978, 1979, 1982, 1983, 1984, 1985, 1988, 1990, 1995, 1996, 1997, 1998, 2000, 2008, 2009, 2012
- Srebrny medal Alpenligi: 1992, 1993, 1999
- Złoty medal Alpenligi: 1994
- Złoty medal Turnieju Sześciu Narodów: 1995
- Półfinał Pucharu Europy: 1995
- Udział w Europejskiej Hokejowej Lidze: 1997, 1998
- Trzecie miejsce w Pucharze Kontynentalnym: 2008/2009
- Puchar Włoch (3 razy): 2004, 2007, 2009
- Superpuchar Włoch (3 razy): 2005, 2007, 2009
- Messecup (2 razy): 2007, 2008
- Złoty medal EBEL (2 razy): 2014, 2018

## Zawodnicy
W klubie występowali m.in. Alaksandr Andryjeuski, Jaromír Jágr, Éric Bélanger, Deron Quint, Andreas Bernard, Niklas Hjalmarsson, Michael Nylander, Juha Riihijärvi.